# Селин, Александр Геннадьевич
Александр Геннадьевич Селин (12 января 1958 года, г. Волжский, Волгоградской области — 9 сентября 2014 года, Москва, Россия) — русский писатель, сценарист, театральный режиссёр, литературный деятель. Автор романов, рассказов, театральных пьес и киносценариев.
Творчество Селина отличается хорошим литературным языком, оригинальным взглядом и юмором. Дебютировав в литературе с короткими рассказами, А. Г. Селин расширил сферу приложения своего дарования до написания романов, пьес и киносценариев. Роман «Трдат Третий, царь Армении» является первым масштабным повествованием о временах начала христианства в Армении. Инсценировки рассказов А. Г. Селина и спектакли по его пьесам шли в различных театрах Российской Федерации и на Украине. Его литературные произведения переведены на английский и французский языки. Произведения А. Г. Селина публиковались в журналах «Соло», «Вестник Европы» и «Сноб».

## Биография
Александр Селин родился в семье директора Волжского гидростроительного техникума (впоследствии переименованного в Волжский политехнический техникум) Ханжова Василия Семеновича и преподавателя Ханжовой (в девичестве Кусакиной) Валентины Матвеевны. После гибели мужа, Валентина Матвеевна выходит замуж за Селина Геннадия Евстафьевича, и с семи лет Александр носит фамилию — Селин. В молодости Валентина Матвеевна была чемпионкой Поволжья по барьерному бегу. Именно от неё Александр унаследовал увлечение и : имел 1-й взрослый разряд по легкой атлетике и стал победителем областной олимпиады по в выпускном классе школы.
В семье Селиных было трое детей: Александр и две его сестры — Алла (1966 г.р.) и Татьяна (1968 г.р).
В 1989 году у Александра Селина родился сын Арво от Эйлы Ильяшенко.
А. Г. Селин окончил Московский Инженерно-Физический институт (с 2009 года — Национальный исследовательский ядерный университет «МИФИ»). Во время учёбы и работы в МИФИ он руководил театральным коллективом Восьмое Творческое Объединение (ВТО МИФИ), был организатором и одним из авторов популярных институтских мероприятий, факультетских вечеров и пр. Коллектив ВТО МИФИ являлся участником и лауреатом многих всесоюзных юмористических фестивалей.
Александр Селин являлся автором идеи и одним из организаторов Первого Всесоюзного фестиваля команд КВН в г. Днепропетровске (под руководством А. В. Маслякова). Принимал участие в написании сценариев для нескольких команд КВН высшей лиги.
Летом 2014 года А. Г. Селин с тяжелым хроническим заболеванием проходит лечение в больнице, но безуспешно. Скончался 9 сентября 2014 года.

## Творчество
«Жанр, в котором работает Александр Селин, определяемый как „ироническая проза“, на самом деле есть ничто иное как „селинская проза“, и не иначе. Темы творчества, обычно используемые: Любовь, Смерть, Несчастье, Страх, Одержимость. Но трактовка тем необычна. Автор избегает гладких концов или лихо закрученных поворотов».
Литературная деятельность и деятельность Александра Селина, связанная с видео-производством, началась в 1988—1989 годах. Он участвовал в подготовке передач для радиоэфира, печатался в газетах, журналах, таких как «Студенческий меридиан», «Артефакт», «День и ночь», «Соло» в зарубежных изданиях под общим названием «Диван».
1989—1991 годы Александра Селина связаны с театром-студией «Театр социального ужаса», где были написаны и поставлены три спектакля: «Родина», «Баумштайн» и «Диван». Также Александр участвовал в разработке инсценировок для Театральных мастерских СТД.
Последующие два года А. Селин занимался производством рекламных роликов для турагентств и коммерческих фирм. В начале 1993 года под режиссурой А. Г. Селина был выпущена в эфир телеканала «Россия» художественная передача «По ту сторону кинескопа», но последующие выпуски так и не состоялись.
С 1994 года начал сотрудничать с компанией «Видео Интернешнл», как режиссёр и сценарист. В рамках задач компании создавал мультипликационный сериал «Тайны родового замка».
В 1997 году А.Селин занимался программой «Новости-Плюс с Савелием Плаховым» для телеканала РТР в качестве автора и продюсера. В том же году в США произведения Александра были переведены на английский язык под названием «Beyond the Lookingglas».
В 1997 году были опубликованы 8 рассказов А. Селина в литературном журнале «Соло». Там же в 1998 году в свет вышел первый сборник рассказов «Диван», содержащий 21 рассказ А. Селина и видеопьесу «Баумштайн» (в число рассказов вошёл «Парашютист»).
После скандального расставания с компанией «Видео Интернешнл» в 1997 году А. Г. Селин сосредоточился на писательской деятельности. Он часто читал свои рассказы на публику в Чеховской библиотеке, где и был замечен издателями. Произведения А. Селина включаются в различные антологии, печатаются рассказы.
В 2003 году Александр создал сценарий к фильму «Андрей и Ольга». Доподлинно не известно, был ли экранизирован сценарий, возможно фильм снят под другим названием. В этом же году Московский Новый Драматический театр ставит спектакль «Время рожать». В спектакле использованы фрагменты рассказа А. Селина «Алпатовка».
2004 год стал для творчества Александра Селина плодотворным. Сначала публикуются два рассказа «Алексей Сычихин» и «Размытое полукружие» в журнале «Городская зебра». Затем выходит в свет сборник рассказов «Новый романтик», в который включено 36 рассказов А. Селина. В том же году сборник был переведён на английский язык — Alexander Selin «The New Romantic».
В 2005 году в Московском Новом Драматическом театре режиссёром Наркас Искандаровой поставлен спектакль «Пел соловей, сирень цвела» по пьесе А. Селина.
С 2006 по 2007 годы Александр активно занимается творческой деятельностью. В эти годы снимают и выпускают в свет первый российский анимационный 3D фильм под названием «Особенный», автором сценария выступил А. Селин, режиссёром фильма — Кирилл Злотник.
Зимой 2006 произведения Александра Селина начинают переводить на французский. На следующий год, в январе 2007 года молодые режиссёры О. Анищенко и М. Белякович поставили спектакль «Парашютист» по одноименному рассказу А. Г. Селина. Олегом Анищенко и Михаилом Беляковичем в том же году был поставлен ещё один спектакль Селина «Аллегория», по рассказу «Песнь о Вещем Олеге», премьера которого состоялась в августе 2007 года.
Свой роман «Видео Унтерменшн» Селин писал с перерывами десять лет. Временами роман откладывался, но работу Александр закончил.
В последующие годы были написаны такие работы, как роман «Трдат Третий, царь Армении», рассказы «От кутюр», «Кит Макропулос», «Новогоднее чудо», «Рыжий Фоски», «Сказки ООО», «Женское счастье» и др. Часть рассказов А. Селина публикуется в престижном литературно-художественном журнале «Сноб». В 2010 году вышел перевод 9 рассказов Селина на французском языке «Я тебе никогда не вру» («Je ne te mens jamais»).
В последние годы своей жизни Александр планировал создание сценария фильма по роману «Трдат Третий, царь Армении», дописывал роман «Видео Унтерменшн», пытался написать сценарий «Тоннельный эффект» по своему одноименному рассказу.
В 2013 году вышел в свет роман «Видео Унтерменшн» в издательстве ФТМ. В начале 2014 года А. Г. Селин подал заявку на соискание литературной премии «Большая книга» с романом «Видео Унтерменшн».

## Публикации
- Селин А. Диван. Москва, «Аюрведа», «Русский Пен-центр», 1998.
- Селин А. Новый романтик. Москва, «Зебра», 2004.
- Селин А. Видео Унтерменшн. Москва, «Книга по требованию», 2013.
- Селин А., Арутюнян Т. Трдат Третий, царь Армении. Москва, «Ритм», 2013.